# Axel Söderblom
Anders Leonard Axel Söderblom, född 24 oktober 1847 i Västanfors socken, Västmanlands län, död 25 januari 1924 i Göteborg, var en svensk författare, lektor och professor i matematik med huvudinriktning på geometri. Han var främst verksam vid Chalmers tekniska läroanstalt i Göteborg.

## Matematik och professur
Söderblom studerade matematik vid Uppsala universitet 1869. Där blev han 1872 filosofie kandidat, 1878 filosofie licentiat och slutligen filosofie doktor och docent 1879. Från 1885 var han lektor i beskrivande geometri vid Chalmers och 1912 utnämndes han till professor. Han pensionerades från den tjänsten 1915 men fortsatte verka som biträdande professor fram till sin död. Han verkade även som föreståndare för Chalmers under ledning av professor August Wijkander. Åren 1906–1907 var Söderblom ledamot i en kommitté för ordnande af den högre tekniska undervisningen.

## Stadsfullmäktige och järnvägar
Axel Söderblom blev ledamot av Göteborgs allmänna folkskolestyrelse 1892. Från 1899 satt han även med i Göteborgs stadsfullmäktige. Söderblom var även ledamot i en kungl, komité för afgifvande af förslag till taxa för persontrafik där han bland annat författade Biljettpris och persontrafik och Förslag till zontariff på statens jernvägar. Inom järnvägen och biljettsystemets området studerade han även exempel från både Finland och Ungern.

## Författande
Som författare skrev han böcker främst om matematiska ämnen som geometri och linearritning, några av dessa även på franska. Söderblom skrev även det 24-sidiga häftet Om dryckenskap, fattigdom och brott som behandlade sambandet mellan dessa tre och samhällets kostnader för det. Göteborgs weckoblad skrev om den att den var trots sin lilla storlek "i hög grad innehållsrikt och tänkvärd!" och "Vi rekommendera d:r Söderbloms skrift på det varmaste för våra nykterhetsvänner och i synnerhet för alla dem, som på ett eller annat sätt hafva med stadens utskänkningsväsen att skatta."

## Personligt
Söderblom var son till bruksinspektor Lars Söderblom med hustru Maria Charlotta Boström. Han gifte sig 4 november 1886 med Hulda (Marie Louise) Mellgren (1859–1949). Makarna är begravda på Östra kyrkogården i Göteborg.